# Spline-Interpolation

Beispiel eines Splines mit 8 Knoten

Bei der Spline-Interpolation versucht man, gegebene Stützstellen, auch Knoten genannt, mit Hilfe stückweiser Polynome niedrigen Grades zu interpolieren. Während das Ergebnis einer Polynominterpolation durch unvorteilhaft festgelegte Stützstellen oft bis zur Unkenntlichkeit oszilliert, liefert die Splineinterpolation brauchbare Kurvenverläufe und Approximationseigenschaften (Rungephänomen). Die Spline-Interpolation lässt sich mit geringem, linearem Aufwand berechnen, liefert aber im Vergleich zur Polynominterpolation eine geringere Konvergenzordnung.
Vorlage für die Splineinterpolation (dritten Grades) ist das traditionelle, biegsame Lineal der Schiffbauer, die Straklatte (englisch Spline). Diese wird an beliebig vielen, vom Konstrukteur vorgegebenen Punkten fixiert und verbindet die Punkte dann durch eine glatte und harmonische Biegelinie. Die Straklatte erzeugt so die Linie durch alle Punkte mit minimaler Biegeenergie und kleinsten Krümmungen. Während bei der Straklatte die Wendestellen (Orte maximaler Linearität und minimaler Biegeenergie) in der Regel zwischen den Stützstellen liegen und die Stützstellen selbst Orte maximaler Krümmung sind (Orte maximaler Kraft durch Fixierung), liegen die Wendestellen bei der Polynomeninterpolation nahe an den Stützstellen, bei der polynomialen Bestapproximation sogar in den Stützstellen.
Die Begriffe Splineinterpolation bzw. Splinefunktion ohne weitere Zusätze bezeichnen immer die Splineinterpolation bzw. Splinefunktion dritten Grades. Beide Begriffe werden zumeist synonym verwendet. Der Begriff Spline wird jedoch zunehmend als Abkürzung für B-Spline, seltener auch für andere splineartige Linien wie die Bézierkurven, benutzt.
Smoothing Splines sind Splines, die nicht durch jeden Datenpunkt verlaufen müssen und können zur Signalglättung benutzt werden.

## Gegebenheiten
Gegeben: eine natürliche Zahl {\displaystyle n\in \mathbb {N} } und {\displaystyle n+1} Stützstellen {\displaystyle x_{0}<x_{1}<\dotsb <x_{n-1}<x_{n}\in \mathbb {R} }
sowie {\displaystyle n+1} Funktionswerte {\displaystyle y_{0},y_{1}\dotsc ,y_{n-1},y_{n}\in \mathbb {R} }. Gesucht ist eine stückweise polynomiale Funktion, ein Spline,
{\displaystyle S\colon [x_{0},x_{n}]\to \mathbb {R} }
mit {\displaystyle S(x_{i})=y_{i}} für {\displaystyle i=0,\dotsc ,n}, bei der für {\displaystyle i=0,\dotsc ,n-1} die
Einschränkungen
{\displaystyle s_{i}:=S|_{[x_{i},x_{i+1}]}\;\colon \;[x_{i},x_{i+1}]\to \mathbb {R} }
auf die Teilintervalle {\displaystyle [x_{i},x_{i+1}]} Polynome sind.

## Linear (einfacher Streckenzug)
Die einfachste Methode ist die Verwendung von Geraden zwischen jeweils zwei benachbarten Punkten, die Berechnung eines einfachen Splines als Streckenzug erfolgt auf dieselbe Weise, mit der man auch den Graphen zwischen zwei Punkten ermittelt:
{\displaystyle {\begin{aligned}s(x)&=m\cdot x+b\\&=\underbrace {\frac {y_{2}-y_{1}}{x_{2}-x_{1}}} _{=\,m}\cdot x+\underbrace {y_{1}-{\frac {y_{2}-y_{1}}{x_{2}-x_{1}}}\cdot x_{1}} _{=\,b\,=\,y_{{}_{1}}-m\cdot x_{{}_{1}}}\end{aligned}}}
oder auch 
{\displaystyle s(x)={\frac {x_{2}-x}{x_{2}-x_{1}}}\cdot y_{1}+{\frac {x-x_{1}}{x_{2}-x_{1}}}\cdot y_{2}}
Diese „einfachen“ Spline-Polynome können – wie oben angesprochen – sehr ungenau sein. Wesentlich bessere Ergebnisse liefern kubische Spline-Polynome.

## Kubisch (Polynome 3. Grades)
Bei der Verbindung von Punkten mit Polynomen höheren Grades müssen zusätzlich zu den Stützstellen Eigenschaften definiert werden, wie die Polynome ineinander übergehen. Für kubische Splines sind in einer Dimension 4 Koeffizienten zu bestimmen und zwei weitere Bedingungen sind zu definieren.

### Der kubische C²-Spline
C2 fordert, dass die zusammengesetzte Funktion {\displaystyle S} aus allen Einschränkungen (Teilintervallen) {\displaystyle s_{i}} zweimal stetig differenzierbar ist. Dafür wird gefordert, dass die erste und zweite Ableitung der Einschränkungen an den Stützstellen
{\displaystyle s'_{i}(x_{i}):=s'_{i-1}(x_{i})}   und   {\displaystyle s''_{i}(x_{i}):=s''_{i-1}(x_{i})}
für {\displaystyle i=1,\dotsc ,n-1} übereinstimmen.
Prinzipiell gilt, dass sich eine Änderung einer Stützstelle {\displaystyle (x_{i},y_{i})} stets global auf den gesamten Spline {\displaystyle S} auswirkt, jedoch wird der Einfluss der Änderung mit zunehmender Distanz zu {\displaystyle x_{i}} – anders als bei Interpolationspolynomen – stark gedämpft. Kubische Splines neigen daher weniger zum Überschwingen.
Der kubische C2-Spline erfüllt eine Minimalitätseigenschaft der zweiten Ableitung, was ihn gegenüber anderen Interpolationen besonders interessant macht.

#### Konstruktion

Veranschaulichung zur Konstruktion eines bikubischen Splines

Es ist ersichtlich, dass die zweite Ableitung von {\displaystyle S} ein linearer Spline ist. Diese kann daher wie oben beschrieben durch folgende Form beschrieben werden:
{\displaystyle s_{i}''(x)={\frac {x_{i+1}-x}{h_{i}}}\cdot M_{i}+{\frac {x-x_{i}}{h_{i}}}\cdot M_{i+1}}   mit   {\displaystyle h_{i}=x_{i+1}-x_{i}}
für {\displaystyle i=0,\dotsc ,n-1}.
{\displaystyle M_{i}} sind die sogenannten Momente, welche den Werten von {\displaystyle S''(x_{i})} an den Stützstellen entsprechen und im Folgenden zu berechnen sind. Durch zweifache Integration und geschickte Umformung entstehen aus diesen Gleichungen Polynome dritten Grades mit zwei weiteren Parametern {\displaystyle c_{i}} und {\displaystyle d_{i}} der Form:
{\displaystyle s_{i}(x)={\frac {1}{6}}\left({\frac {(x_{i+1}-x)^{3}}{h_{i}}}\cdot M_{i}+{\frac {(x-x_{i})^{3}}{h_{i}}}\cdot M_{i+1}\right)+c_{i}\cdot (x-x_{i})+d_{i}} .
Um die Stetigkeitsbedingungen {\displaystyle s_{i}(x_{i})=y_{i}} und {\displaystyle s_{i}(x_{i+1})=y_{i+1}} zu erfüllen, wählen wir
{\displaystyle d_{i}=y_{i}-{\frac {h_{i}^{2}}{6}}\cdot M_{i}} und {\displaystyle c_{i}={\frac {y_{i+1}-y_{i}}{h_{i}}}-{\frac {h_{i}}{6}}\cdot (M_{i+1}-M_{i})} .
Mit diesem Ansatz stimmen bereits die nullten und die zweiten Ableitungen der Einschränkungen {\displaystyle s_{i}} an den Stützstellen überein. Die Momente sind so zu wählen, dass auch die ersten Ableitungen an den Stützstellen gleich sind. Mit
{\displaystyle s_{i}'(x)={\frac {1}{2}}\left(-{\frac {(x_{i+1}-x)^{2}}{h_{i}}}\cdot M_{i}+{\frac {(x-x_{i})^{2}}{h_{i}}}\cdot M_{i+1}\right)+c_{i}} und {\displaystyle s_{i}'(x_{i})=s_{i-1}'(x_{i})}
lassen sich folgende Gleichungen aufstellen:
{\displaystyle {\frac {h_{i-1}}{6}}\cdot M_{i-1}+{\frac {h_{i-1}+h_{i}}{3}}\cdot M_{i}+{\frac {h_{i}}{6}}\cdot M_{i+1}={\frac {y_{i+1}-y_{i}}{h_{i}}}-{\frac {y_{i}-y_{i-1}}{h_{i-1}}}} für {\displaystyle i=1,\dots ,n-1} .
Für {\displaystyle i=0} und {\displaystyle i=n} fehlen hier zwei Gleichungen, welche sich aus den Randbedingungen ergeben.
Dieses lineare Gleichungssystem kann auch durch folgende, tridiagonale, streng diagonaldominante Matrix ausgedrückt werden:
{\displaystyle {\begin{bmatrix}\mu _{0}&\lambda _{0}&&&&\\{\frac {h_{0}}{6}}&{\frac {h_{0}+h_{1}}{3}}&{\frac {h_{1}}{6}}&&&\\&\ddots &\ddots &\ddots &&\\&&{\frac {h_{i-1}}{6}}&{\frac {h_{i-1}+h_{i}}{3}}&{\frac {h_{i}}{6}}&\\&&&\ddots &\ddots &\ddots \\&&&&\lambda _{n}&\mu _{n}\end{bmatrix}}\cdot {\begin{bmatrix}M_{0}\\M_{1}\\\vdots \\M_{i}\\\vdots \\M_{n}\end{bmatrix}}={\begin{bmatrix}b_{0}\\{\frac {y_{2}-y_{1}}{h_{1}}}-{\frac {y_{1}-y_{0}}{h_{0}}}\\\vdots \\{\frac {y_{i+1}-y_{i}}{h_{i}}}-{\frac {y_{i}-y_{i-1}}{h_{i-1}}}\\\vdots \\b_{n}\end{bmatrix}}}
Die Werte für die {\displaystyle \lambda _{i},\mu _{i},b_{i}} hängen von den Randbedingungen ab.
Zur Lösung kann hier auf den komplizierten Gauss-Algorithmus verzichtet werden und z. B. ein einfacher Vorwärts-Durchlauf zur Elimination der Elemente unter der Hauptdiagonalen mit anschließender Rückwärtssubstitution verwendet werden (Thomas-Algorithmus).

#### Randbedingungen
Prinzipiell gibt es ein Interpolationsintervall weniger als Stützstellen (Zaunpfahlproblem). Das heißt, dass zwei Gleichungen zur Bestimmung aller Koeffizienten fehlen. Diese ergeben sich aus den Randbedingungen. Typische Randbedingungen sind:
- Natürliche Randbedingungen (auch freier Rand)

Bedingung: {\displaystyle s_{0}''(x_{0})=0}, {\displaystyle s_{n-1}''(x_{n})=0}
Bedeutung: Der Spline schließt mit Wendepunkten ab.
Berechnung: {\displaystyle \lambda _{0}=\lambda _{n}=b_{0}=b_{n}=0} und {\displaystyle \mu _{0}=\mu _{n}=1}
- Hermite Randbedingungen (auch eingespannter Rand)

Bedingung: {\displaystyle s_{0}'(x_{0})=f'(a)}, {\displaystyle s_{n-1}'(x_{n})=f'(b)}
Bedeutung: {\displaystyle f'(a)} und {\displaystyle f'(b)} sind vorgegeben, normalerweise entweder durch die Ableitung einer zu interpolierenden Funktion {\displaystyle f} oder durch eine Approximation derselben.
Berechnung:
{\displaystyle {\begin{matrix}\lambda _{0}={\frac {h_{0}}{6}},&\mu _{0}={\frac {h_{0}}{3}},&b_{0}={\frac {y_{1}-y_{0}}{h_{0}}}-f'(a)\\\lambda _{n}={\frac {h_{n-1}}{6}},&\mu _{n}={\frac {h_{n-1}}{3}},&b_{n}=-{\frac {y_{n}-y_{n-1}}{h_{n-1}}}+f'(b)\end{matrix}}}
- periodische Randbedingungen

Bedingung: Intervall {\displaystyle [x_{0},x_{n+1}]}, {\displaystyle y_{0}=:y_{n+1}}, {\displaystyle s_{0}'(x_{0})=:s_{n}'(x_{n+1})}, {\displaystyle s_{0}''(x_{0})=:s_{n}''(x_{n+1})}
Bedeutung: Nullte, erste und zweite Ableitung von {\displaystyle S} am Anfang und am Ende des Intervalls sind gleich.
Berechnung: Es wird eine zusätzliche Stützstelle {\displaystyle x_{n+1}} eingeführt, welche das Intervall begrenzt. Die Anzahl der Gleichungen zur Berechnung der Momente und die Größe der Matrix bleibt jedoch gleich, da {\displaystyle M_{n+1}:=M_{0}} bereits gegeben ist, damit die zweiten Ableitungen übereinstimmen. Für die erste und letzte Zeile der Matrix gilt:
{\displaystyle {\begin{matrix}\mu _{0}={\frac {h_{n}+h_{0}}{3}},&\lambda _{0}={\frac {h_{0}}{6}},&b_{0}={\frac {y_{1}-y_{0}}{h_{0}}}-{\frac {y_{0}-y_{n}}{h_{n}}}\\\mu _{n}={\frac {h_{n-1}+h_{n}}{3}},&\lambda _{n}={\frac {h_{n-1}}{6}},&b_{n}={\frac {y_{0}-y_{n}}{h_{n}}}-{\frac {y_{n}-y_{n-1}}{h_{n-1}}}\end{matrix}}}
Außerdem sind die Ecken der Matrix abseits der Hauptdiagonalen hier nicht Null:
{\displaystyle m_{0,n}=m_{n,0}={\frac {h_{n}}{6}}}
Die Lösung dieses Systems ist daher komplizierter. Im Falle äquidistanter Stützstellen lässt sich für diesen Fall eine Transformation anwenden.
- not-a-knot Randbedingungen

Bedingung: {\displaystyle s_{0}'''(x_{1})=s_{1}'''(x_{1})}, {\displaystyle s_{n-2}'''(x_{n-1})=s_{n-1}'''(x_{n-1})}
Bedeutung: Die äußeren drei Punkte werden je durch ein gemeinsames Polynom interpoliert, was zum Beispiel durch Gleichsetzen der dritten Ableitungen erfolgen kann. Für Splines bis einschließlich vier Stützstellen geht der not-a-knot Spline daher in ein gewöhnliches Interpolationspolynom über. Verwendet wird der not-a-knot-Spline zum Beispiel vom Programm Matlab.
Berechnung: Es gelte {\displaystyle n>4}. Für die Vorwärtssubstitution wird zunächst die Randbedingung an {\displaystyle x_{0}} betrachtet. Hierfür können folgende Werte verwendet werden:
{\displaystyle {\begin{matrix}\mu _{0}=1,&\lambda _{0}={\frac {h_{1}+2\cdot h_{0}}{h_{1}-h_{0}}},&b_{0}={\frac {-6\cdot h_{0}}{h_{1}^{2}-h_{0}^{2}}}\cdot \left({\frac {y_{2}-y_{1}}{h_{1}}}-{\frac {y_{1}-y_{0}}{h_{0}}}\right).\end{matrix}}}
Falls {\displaystyle h_{1}=h_{0}} entsteht hier eine Division durch Null und es muss eine Grenzwertbildung bis in die dritte Zeile der Matrix (Null ist hier der Index der ersten Zeile/Spalte) erfolgen:
{\displaystyle {\begin{matrix}m_{2,1}=0,&m_{2,2}={\frac {h_{1}+h_{2}}{3}},&m_{2,3}={\frac {h_{2}}{6}},&b_{2}={\frac {y_{3}-y_{2}}{h_{2}}}-{\frac {y_{2}-y_{1}}{h_{1}}}-{\frac {y_{2}-2\cdot y_{1}+y_{0}}{6\cdot h_{0}}}.\end{matrix}}}
Gelöst wird nun lediglich die Untermatrix beginnend bei {\displaystyle m_{2,2}} und das Randpolynom {\displaystyle p=s_{0}=s_{1}} auf dem Intervall {\displaystyle [x_{0},x_{2})} wird durch eine zusätzliche Polynominterpolation bestimmt, sodass {\displaystyle p(x_{1})=y_{1}}, {\displaystyle p(x_{2})=y_{2}}, {\displaystyle p'(x_{2})=s'_{2}(x_{2})}, {\displaystyle p''(x_{2})=s''_{2}(x_{2})}. {\displaystyle p(x_{0})=y_{0}} ist dadurch bereits erfüllt.
Nach dem Vorwärtsdurchlauf zur Elimination der Elemente unter der Diagonalen wird nun die Randbedingung an {\displaystyle x_{n}} betrachtet:
{\displaystyle {\begin{matrix}\mu _{n}=1,&\lambda _{n}=0,&b_{n}={\frac {(b_{n-1}\cdot m_{n-2,n-1}-b_{n-2}\cdot m_{n-1,n-1}+b_{n-1}\cdot m_{n-2,n-2})\cdot h_{n-1}+b_{n-1}\cdot m_{n-2,n-2}\cdot h_{n-2}}{(m_{n-2,n-1}+m_{n-2,n-2})\cdot m_{n-1,n}\cdot h_{n-1}+(m_{n-2,n-2}\cdot m_{n-1,n}+m_{n-2,n-2}\cdot m_{n-1,n-1})\cdot h_{n-2}}}.\end{matrix}}}
Weitere Randbedingungen sind gebräuchlich, wie etwa integrale Randbedingungen oder die im Folgenden vorgestellte, symmetrische Verlängerung.

#### Optimierung des Rechenaufwands
Bei äquidistanten Stützstellen mit konstantem Abstand {\displaystyle h} vereinfacht sich das Gleichungssystem zu
{\displaystyle M_{i-1}+4\cdot M_{i}+M_{i+1}=6{\frac {y_{i+1}-2\cdot y_{i}+y_{i-1}}{h^{2}}}} für {\displaystyle i=1,\dots ,n-1}.
Mit der symmetrischen Verlängerung {\displaystyle \mu _{0}=\mu _{n}=4} und {\displaystyle \lambda _{0}=\lambda _{n}=1} entsteht daraus eine sogenannte Tridiagonal-Toeplitz-Matrix, welche besonders effizient, auch parallel gelöst werden kann.
Für die rechte Seite kann hier {\displaystyle b_{0}={\tfrac {y_{1}}{2\cdot h}}} und {\displaystyle b_{n}=-{\tfrac {y_{n-1}}{2\cdot h}}} angesetzt werden. Mit {\displaystyle A={\tfrac {6}{h}}\cdot M} lässt sich schreiben:
{\displaystyle A:={\begin{bmatrix}4&1&0&\cdots &0&0&0\\1&4&1&\cdots &0&0&0\\0&1&4&\cdots &0&0&0\\\vdots &\vdots &\vdots &\ddots &\vdots &\vdots &\vdots \\0&0&0&\cdots &4&1&0\\0&0&0&\cdots &1&4&1\\0&0&0&\cdots &0&1&4\\\end{bmatrix}}\in \mathbb {R} ^{(n+1)\times (n+1)}}
Diese hat die Inverse
{\displaystyle B:=b_{n+1}^{-1}{\begin{bmatrix}b_{n}b_{0}&-b_{n-1}b_{0}&\cdots &(-1)^{n-1}b_{1}b_{0}&(-1)^{n}b_{0}b_{0}\\-b_{n-1}b_{0}&b_{n-1}b_{1}&\cdots &(-1)^{n}b_{1}b_{1}&(-1)^{n-1}b_{0}b_{1}\\\vdots &\vdots &\ddots &\vdots &\vdots \\(-1)^{n-1}b_{1}b_{0}&(-1)^{n}b_{1}b_{1}&\cdots &b_{1}b_{n-1}&-b_{0}b_{n-1}\\(-1)^{n}b_{0}b_{0}&(-1)^{n-1}b_{0}b_{1}&\cdots &-b_{0}b_{n-1}&b_{0}b_{n}\\\end{bmatrix}}}
mit Koeffizienten {\displaystyle b_{i}}, die den Gleichungen {\displaystyle b_{0}:=1}, {\displaystyle b_{1}:=4}, der Rekursion {\displaystyle b_{i}:=4b_{i-1}-b_{i-2}} und explizit der Formel
{\displaystyle b_{i}=({\sqrt {3}}(2+{\sqrt {3}})^{i+1}-{\sqrt {3}}(2-{\sqrt {3}})^{i+1})/6}
genügen.

#### Minimalitätseigenschaft der zweiten Ableitung
Unter allen zweimal stetig differenzierbaren Funktionen, die alle Stützstellen innerhalb eines Intervalls {\displaystyle [a,b]} miteinander verbinden, hat unter Verwendung natürlicher, periodischer oder Hermite-Randbedingungen der kubische Spline die geringste Krümmung: {\displaystyle \int _{a}^{b}f''(x)^{2}\mathrm {d} x\geq \int _{a}^{b}S''(x)^{2}\mathrm {d} x}, wobei {\displaystyle f} hier eine beliebige Funktion auf {\displaystyle [a,b]} aus C2 ist, die alle Stützstellen schneidet. Anschaulich folgt daraus, dass ein zu volles Glas Wasser, das während einer Zugfahrt auf dem Tisch steht, „am wenigsten überschwappt“, wenn der Streckenzug der Schienenführung mithilfe kubischer Splines parametrisiert wurde.
Diese sogenannte Identität von Holladay wurde im Jahr 1957 von Holladay bewiesen. Sei mit {\displaystyle C^{2}([a,b])} der Raum der zweimal differenzierbaren Funktionen bezeichnet, für welche die nullte und erste Ableitung absolutstetig sind und die zweite Ableitung in {\displaystyle L^{2}([a,b])} liegt. Sei nun {\displaystyle S} eine interpolierende Splinefunktion zu einer beliebigen Funktion {\displaystyle f\in C^{2}([a,b])} und {\displaystyle \|.\|} die {\displaystyle L^{2}}-Norm, so gilt: {\displaystyle \|f''-S''\|^{2}=\|f''\|^{2}-\|S''\|^{2}-2D} mit {\displaystyle D:=\left.(f'(x)-S'(x))S''(x)\right|_{a}^{b}-\sum _{i=1}^{n}\left.(f(x)-S(x))S'''\right|_{x_{i-1}}^{x_{i}}}.
Erfüllt die Splinefunktion die natürlichen, periodischen oder vollständigen Randbedingungen, so ist {\displaystyle D=0}, also: {\displaystyle \|f''-S''\|^{2}=\|f''\|^{2}-\|S''\|^{2}\geq 0\Rightarrow \|f''\|^{2}\geq \|S''\|^{2}.}
Damit gilt nun: {\displaystyle \|f''-S''\|^{2}=\min _{T\in C^{2}}\|f''-T''\|^{2}.}

### Bikubischer C2-Spline
Der bikubische C2-Spline ist die Verallgemeinerung des einfachen, kubischen C2-Splines auf zwei Dimensionen, man spricht hierbei auch von multivariater Interpolation. Dafür müssen die zu interpolierenden Punkte zij in einem rechteckigen Gitter angeordnet sein. Jede zwischen vier Punkten aufgespannte Fläche Aij wird durch ein zweidimensionales Polynom von 16 Koeffizienten charakterisiert:
{\displaystyle z:=A_{ij}(x,y)=\sum _{k=0}^{3}\sum _{l=0}^{3}a_{k,l}^{ij}\cdot x^{k}\cdot y^{l}={\begin{matrix}a_{0,0}^{ij}&+&a_{1,0}^{ij}\cdot x&+&a_{2,0}^{ij}\cdot x^{2}&+&a_{3,0}^{ij}\cdot x^{3}&+\\a_{0,1}^{ij}\cdot y&+&a_{1,1}^{ij}\cdot x\cdot y&+&a_{2,1}^{ij}\cdot x^{2}\cdot y&+&a_{3,1}^{ij}\cdot x^{3}\cdot y&+\\a_{0,2}^{ij}\cdot y^{2}&+&a_{1,2}^{ij}\cdot x\cdot y^{2}&+&a_{2,2}^{ij}\cdot x^{2}\cdot y^{2}&+&a_{3,2}^{ij}\cdot x^{3}\cdot y^{2}&+\\a_{0,3}^{ij}\cdot y^{3}&+&a_{1,3}^{ij}\cdot x\cdot y^{3}&+&a_{2,3}^{ij}\cdot x^{2}\cdot y^{3}&+&a_{3,3}^{ij}\cdot x^{3}\cdot y^{3}&~\end{matrix}}}
Für einen zweidimensionalen C2-Spline müssen die Koeffizienten so gewählt werden, dass die aus allen Flächen zusammengesetzte Funktion {\displaystyle S(x,y):\mathbb {R} ^{2}\rightarrow \mathbb {R} } zweimal stetig in x- und y-Richtung differenzierbar ist. Das heißt, neben S selbst sind die folgenden Ableitungen stetig auf ganz {\displaystyle \mathbb {R} ^{2}}:
{\displaystyle {\begin{matrix}{\frac {\partial S(x,y)}{\partial x}},&{\frac {\partial S(x,y)}{\partial y}},&{\frac {\partial ^{2}S(x,y)}{\partial x^{2}}},&{\frac {\partial ^{2}S(x,y)}{\partial y^{2}}},&{\frac {\partial ^{2}S(x,y)}{\partial x\partial y}},&{\frac {\partial ^{3}S(x,y)}{\partial x^{2}\partial y}},&{\frac {\partial ^{3}S(x,y)}{\partial x\partial y^{2}}},&{\frac {\partial ^{4}S(x,y)}{\partial x^{2}\partial y^{2}}}\end{matrix}}}

#### Konstruktion
Es ist ersichtlich, dass jeder Schnitt durch eine Teilfläche {\displaystyle A_{i,j}} parallel zur {\displaystyle x}- oder {\displaystyle y}-Achse eine eindimensionale Kurve liefert, welche durch ein kubisches Polynom von vier Koeffizienten beschrieben werden kann. Daraus folgt, dass die vier Ränder jeder Teilfläche solche Polynome sind. Um die geforderte zweifach stetige Differenzierbarkeit zu erhalten, können zunächst alle Punkte entlang der Gitterlinien eindimensional interpoliert werden. Der bikubische Spline erbt dabei die verwendeten Randbedingungen der eindimensionalen Splines.
Nun stehen zu jedem zweidimensionalen Polynom {\displaystyle A_{i,j}} mit 16 Koeffizienten vier eindimensionale Randpolynome {\displaystyle s_{x~i,j}}, {\displaystyle s_{x~i,j+1}}, {\displaystyle s_{y~i,j}}, {\displaystyle s_{y~i+1,j}} mit je 4 Koeffizienten zur Verfügung. Hierbei kennzeichnet der erste Index der s, zu welcher Achse sie parallel verlaufen.
Um diese Randpolynome zu {\displaystyle A_{i,j}} „zusammenzurechnen“ ist ein System von 16 linearen Gleichungen aufzustellen. Vier Gleichungen ergeben sich aus der Forderung, dass S an den Gitterpunkten genau die Werte {\displaystyle z_{i,j}} annimmt:
{\displaystyle {\begin{matrix}A_{i,j}(x_{i},y_{j})=z_{i,j},&A_{i,j}(x_{i+1},y_{j})=z_{i+1,j},&A_{i,j}(x_{i},y_{j+1})=z_{i,j+1},&A_{i,j}(x_{i+1},y_{j+1})=z_{i+1,j+1}\end{matrix}}}
Weitere vier Gleichungen ergeben sich aus der Ableitung der zur {\displaystyle x}-Achse parallelen Randpolynome nach {\displaystyle x}:
{\displaystyle {\begin{matrix}{\frac {\partial A_{i,j}(x_{i},y_{j})}{\partial x}}={\frac {\partial s_{x~i,j}(x_{i})}{\partial x}},&{\frac {\partial A_{i,j}(x_{i+1},y_{j})}{\partial x}}={\frac {\partial s_{x~i,j}(x_{i+1})}{\partial x}},&{\frac {\partial A_{i,j}(x_{i},y_{j+1})}{\partial x}}={\frac {\partial s_{x~i,j+1}(x_{i})}{\partial x}},&{\frac {\partial A_{i,j}(x_{i+1},y_{j+1})}{\partial x}}={\frac {\partial s_{x~i,j+1}(x_{i+1})}{\partial x}}\end{matrix}}}
Weitere vier Gleichungen aus der Ableitung der zur {\displaystyle y}-Achse parallelen Randpolynome nach {\displaystyle y}:
{\displaystyle {\begin{matrix}{\frac {\partial A_{i,j}(x_{i},y_{j})}{\partial y}}={\frac {\partial s_{y~i,j}(y_{j})}{\partial y}},&{\frac {\partial A_{i,j}(x_{i+1},y_{j})}{\partial y}}={\frac {\partial s_{y~i+1,j}(y_{j})}{\partial y}},&{\frac {\partial A_{i,j}(x_{i},y_{j+1})}{\partial y}}={\frac {\partial s_{y~i,j}(y_{j+1})}{\partial y}},&{\frac {\partial A_{i,j}(x_{i+1},y_{j+1})}{\partial y}}={\frac {\partial s_{y~i+1,j}(y_{j+1})}{\partial y}}\end{matrix}}}
Nun ergibt sich das Problem, dass entlang jedem der vier Ränder zwei Punkte und zwei Ableitungen gegeben sind. Damit ist ein Polynom von Grad 3 entlang des jeweiligen Randes eigentlich vollständig spezifiziert. Das hinzunehmen z. B. der zweiten Ableitungen an den Eckpunkten oder weiterer Funktionswerte entlang der Randpolynome würde eine lineare Abhängigkeit im Gleichungssystem erzeugen. Mit den gegebenen Gleichungen lassen sich jedoch nur 12 der 16 Koeffizienten bestimmen. Ein nicht linear abhängiges System ergibt sich durch Hinzunahme der gemischten Ableitungen nach x und y. Setzt man diese in den Eckpunkten etwa auf null, so ist {\displaystyle S} nur in den Eckpunkten zweimal stetig differenzierbar. Entlang der Ränder ergeben sich in den zweiten Ableitungen jedoch Sprünge. Aus den Randpolynomen lassen sich die gemischten Ableitungen jedoch nicht direkt berechnen.
Um nun korrekte Werte für diese gemischten Ableitungen zu erhalten, welche auch entlang der Ränder stetige, zweite Ableitungen von {\displaystyle S} liefern, kann wie folgt vorgegangen werden:
- Entlang der Gitterlinien, welche parallel zur {\displaystyle x}-Achse verlaufen, werden weitere, eindimensionale Splines {\displaystyle s_{d}} gebildet
- Diese interpolieren statt der {\displaystyle z}-Werte die Ableitungen von {\displaystyle s_{y}} an deren Schnittpunkten mit den {\displaystyle x}-Gitterlinien
- Die {\displaystyle s_{d}}-Splines können nun nach {\displaystyle x} abgeleitet werden. Daraus ergeben sich die gemischten Ableitungen

{\displaystyle {\begin{matrix}{\frac {\partial ^{2}A_{i,j}(x_{i},y_{j})}{\partial x\partial y}}={\frac {\partial s_{d~i,j}(x_{i})}{\partial x}},&{\frac {\partial ^{2}A_{i,j}(x_{i+1},y_{j})}{\partial x\partial y}}={\frac {\partial s_{d~i,j}(x_{i+1})}{\partial x}},&{\frac {\partial ^{2}A_{i,j}(x_{i},y_{j+1})}{\partial x\partial y}}={\frac {\partial s_{d~i,j+1}(x_{i})}{\partial x}},&{\frac {\partial ^{2}A_{i,j}(x_{i+1},y_{j+1})}{\partial x\partial y}}={\frac {\partial s_{d~i,j+1}(x_{i+1})}{\partial x}}\end{matrix}}}
Wie beim eindimensionalen C2-Spline wirkt sich auch beim bikubischen Spline eine Änderung in einer Stützstelle (Datenpunkt) generell auf alle Teilflächen aus. Dies veranschaulicht, warum eine Konstruktion alleine aus den Randpolynomen {\displaystyle s_{x}} und {\displaystyle s_{y}} fehlschlägt: Diese ändern sich nur, wenn ein Datenwert, welcher parallel (in {\displaystyle x}- oder {\displaystyle y}-Richtung) zur betrachteten Teilfläche liegt, geändert wird. In der Abbildung rechts hat eine Änderung von {\displaystyle z_{3,0}} keinen Einfluss auf die 1D-Splines, welche den Rand von {\displaystyle A_{1,1}} bilden. Erst die erneute Interpolation durch {\displaystyle s_{d}} erzeugt eine Abhängigkeit zwischen diesem Punkt und der Fläche.

#### Beispiel
Beispiel für bikubische Interpolation: Ein Datenblock aus 6x6 Werten (links) wird bikubisch interpoliert (Mitte). Dabei wurden natürliche Randbedingungen angenommen (die zweite Ableitung auf den Randpunkten ist null). Die Farben zwischen linkem und mittlerem Bild wurden synchronisiert und beschreiben die Funktionswerte ähnlich der Farben auf einer Landkarte zur Illustration der Höhe. Um die Korrektheit der Interpolation zu verdeutlichen, wird rechts die zweite Ableitung {\displaystyle {\frac {\partial ^{4}S}{\partial x^{2}\partial y^{2}}}} gezeigt. Diese besteht aus linearen Funktionen und ist immer noch stetig.

## Interpolation mit Formerhaltung
Splines sind aufgrund ihrer Eigenschaften im CAD weit verbreitet. Es stellt sich die Frage, unter welchen Bedingungen eine Spline-Interpolante eine der folgenden formerhaltenden Eigenschaften der zu interpolierenden Funktion {\displaystyle f\colon [a,b]\to \mathbb {R} } erbt:
- Nichtnegativität: {\displaystyle f(x)\geq 0} für alle {\displaystyle x}
- Monotonie: {\displaystyle f(x)\leq f(y)} für {\displaystyle a\leq x\leq y\leq b}
- Konvexität: {\displaystyle f(\lambda x+(1-\lambda )y)\leq \lambda f(x)+(1-\lambda )f(y)} für alle {\displaystyle x,y\in [a,b]} und {\displaystyle \lambda \in [0,\,1]}

Hier zeigt sich, dass klassische Splines etwas schlechtere Eigenschaften haben als Bézierkurven. Zunächst stellt sich die Frage, wann ein interpolierender Spline konvex ist.
Für klassische Splines gilt, dass die Menge möglicher Splines auf dem Intervall {\displaystyle [a,b]} zum Gitter {\displaystyle \Delta :a=x_{0}<x_{1}<\dots <x_{n}=b} ein endlichdimensionaler Vektorraum ist. Für die Interpolation werden (nicht notwendig mit dem Gitter zusammenfallenden) Knoten {\displaystyle a=t_{0}<t_{1}<\dots <t_{m}=b} und zugehörige Ordinaten {\displaystyle f_{0},\dots ,f_{m}\in \mathbb {R} } vorgegeben und gefordert, dass der Spline {\displaystyle s} stetig differenzierbar in {\displaystyle (a,b)} ist und darüber hinaus {\displaystyle \displaystyle s(t_{k})=f_{k}} für {\displaystyle k=0,1,\dots ,m} gilt. Fordert man zusätzlich die Konvexität des interpolierenden Splines und geringe technische Annahmen, so stellt man fest, dass die Menge {\displaystyle Y} aller Ordinatentupel {\displaystyle (f_{0},\dots ,f_{m})}, für die ein solcher Spline existiert, abgeschlossen ist.
Das hat weitreichende Konsequenzen. {\displaystyle Y} ist eine echte Teilmenge des {\displaystyle {\mathbb {R} }^{m+1}}, falls {\displaystyle m\geq 2}, da die Eingangsdaten nicht in konvexer Lage zu sein brauchen. Bei Vorgabe eines Tupels auf dem Rand von {\displaystyle Y} kann infolge Rechenungenauigkeiten oder anderer Störungen die Menge {\displaystyle Y} verlassen worden sein, so dass trotz Lösbarkeit des Ausgangsproblems keine Lösung gefunden wird. Die andere Folgerung des Satzes ist noch schlimmer. Dazu seien fünf Punkte in Form des Zeichens „{\displaystyle \lor }“ so angeordnet, dass der mittlere Punkt genau auf der Spitze liegt. Die einzige konvexe Interpolierende ist dann die Betragsfunktion, und diese ist nicht stetig differenzierbar. Also gehört das 5-Tupel zum Komplement von {\displaystyle Y}, und dieses ist offen. Somit gibt es eine Umgebung des 5-Tupels, in der es ebenfalls keine konvexe, stetig differenzierbare Interpolierende gibt. Verschiebt man den mittleren Punkt geringfügig nach oben, ohne die Umgebung zu verlassen, dann erhält man folglich fünf Punkte in streng konvexer Lage, zu denen dennoch die Interpolationsaufgabe keine Lösung besitzt. Da dieser Effekt bei Vorgabe vieler Interpolationspunkte zunimmt, bleibt nur ein Ausweg, die Lösbarkeit für Eingangsdaten in streng konvexer Lage zu gewährleisten, nämlich die Voraussetzungen des Satzes zu verletzen. Die Menge, aus der die Splines entnommen werden dürfen, soll kein endlichdimensionaler Vektorraum sein. Dafür bieten sich u. a. an:
- (gebrochen-)rationale Splines
- Splines mit frei wählbaren Zwischenknoten
- Exponentialsplines
- lakunäre (lückenhafte) Splines